# Ciridops
Ciridops är ett fågelsläkte i familjen finkar inom ordningen tättingar. Släktet omfattar två arter som tidigare förekom i Hawaiiöarna men som båda är utdöda, den ena sedan länge:
- Ula-ai-hawane (Ciridops anna) – utdöd sedan 1892
- Kauaipalmfink (Ciridops tenax) – endast känd från fossil, dog ut under holocen